# ゆびさきコネクション
『ゆびさきコネクション』は、HOOKSOFTから2021年4月30日発売されたアダルトゲームである。
本作は、受動的だった主人公が、あるきっかけで能動的に動き、女性たちと恋に落ちる内容である。タイトルに「ゆびさき」とあるように、本作ではスマートフォンのメッセージアプリをモチーフとしたシステムが組まれている。ヒロインとの会話の中で、相手の好みの話題を選択し、親密になるとその内容が変化する特徴を持つ。ヒロインの攻略順序はプレイヤーの任意である。
本作はメインヒロインの大半が大人の女性を占めていることを特徴としており、これと関連してブランドでは初めてとなる陰毛表現が採用されている。なお、陰毛表現は設定でオフにすることもできる。
2022年にはファンディスク「ゆびさきコネクション ミニファンディスク Vol.01 悠月&美琴編」と、「ゆびさきコネクション ミニファンディスク Vol.02 夏歩＆伊織編」がそれぞれ発売された。

## あらすじ
主人公は時がたてば恋人ができると思っていたものの、社会人になりそれが実現しないことを悩んでいた。ある日、後輩である双葉 夏歩と再会し、自ら動けば彼女ができるという助言を得る。

## 登場人物
桜坂 悠月
（さくらざか ゆづき）
声：月野きいろ
女子学生。多趣味なため、その資金調達として複数のアルバイトを掛け持ちしている。喫茶店でアルバイトをしていたところ、主人公と出会う。
双葉 夏歩（ふたば なつほ）
声：佐夢来ジェニ
主人公の後輩。やや利己的ながらも、相手への思いやりもある。男を手玉に取るような「オトナな女性」を目指している。
「ミニファンディスク」では、主人公と同じ会社に入社している。
秋月 美琴（あきづき みこと）
声：風音
会社員の女性で、主人公とはマンションの部屋が隣同士である。仕事では優秀だが、朝から酒を飲むなど自堕落な生活を送っている。一方で、外出を楽しむときもある。「ミニファンディスク」では、主人公との結婚により名字が変わっている。
橘 伊織（たちばな いおり）
声：葵時緒
主人公が上司に連れられて訪れたバーの従業員。

## 開発

### キャラクター設定
悠月は「仕事で疲れた相手を癒し、一緒にいるとこちらも元気になる」というコンセプトで生み出された。開発スタッフは公式ブログの中で、悠月はキャラクター重視のゲームを作る際に最も重要なオーソドックスなタイプのヒロインであると同時に、最も作りにくいタイプのヒロインでもあると述べている。
夏歩は悠月同様、主人公から見て年下の学生である一方、ヒロインたちの中では唯一物語開始時点で主人公とは知り合い同士であり、最初からスマートフォンの連絡先も保持している。また、夏歩は主人公の行動のきっかけとなることから、本作世界への案内人としても位置付けられている。物語の序盤では主人公をプロデュースするという上から目線で世話を焼いてくるが、本人のルートでは主人公と恋に落ち、行動にも心情の変化が反映されている。彼女と関係を進めると、主人公の家に押しかけてくるといった大胆な行動をとるようになり、開発スタッフはその様子を調子に乗っているとしつつも、散歩にはしゃぐ犬にたとえている。
美琴は「隣のお姉さん」というコンセプトで生み出されており、理想の隣人をベースにキャラクター構築をした結果、オンとオフの落差が激しい人物となった。

### キャスティング
悠月のコンセプトを実現させるにあたり、企画・ディレクターの椋木咲夜は声を重視していた。キャラクターとの相性の良さや声の起伏のつけ方などから、月野きいろが起用された。
月野本人も「Getchu.com」内のブログ記事の中で、一歩間違えると「一緒にいると楽しいが疲れてしまう」とキャラクターのコンセプトから逸れてしまうため、複数の要素を心地よいバランスで一人の人間として落とし込むことを重視したと述懐している。

## スタッフ
- 企画・ディレクター:椋木咲夜[5]

## 評価
「BugBug」による体験版レビューでは、出会った後の段階的な関係の変化の描写を評価している。